# Eleonora Wirtemberska
Eleonora Karolina Wirtemberska (ur. 30 listopada 1656, Horburg, zm. 13 kwietnia 1743, Wrocław) – księżniczka wirtemberska

## Życiorys
Córka Jerzego II Wirtemberskiego i Anny de Coligny.
17 maja 1672 wyszła za Sylwiusza Wirtemberskiego, syna Sylwiusza Wirtemberskiego, księcia oleśnickiego i jego żony – Elżbiety Marii Podiebrad. Małżeństwo trwało 25 lat, było bezdzietne.
W 1676 księżna roku kupiła dobra Twardogóra, gdzie zamieszkała na 36 lat w przebudowanym przez siebie pałacu. Twardogóra zawdzięcza jej m.in. wytyczenie Nowego Rynku (obecnie plac Piastów) i wybudowanie tam nowego kościoła (1688-1690).
3 sierpnia 1702 księżna przeszła na katolicyzm.
Po śmierci męża w 1697 r. była nękana uciążliwymi procesami o spadek po nim. Problemy finansowe oraz niewspółmierne do dochodów nakłady na rozwój Twardogóry doprowadziły do zadłużenia i w efekcie licytacji jej dóbr w roku 1712, które przeszły w ręce jej szwagierki księżnej Zofii.